# Rhyssalus longicaudis
Rhyssalus longicaudis är en stekelart som först beskrevs av Vladimir Ivanovich Tobias och Sergey A. Belokobylskij 1981.  Rhyssalus longicaudis ingår i släktet Rhyssalus och familjen bracksteklar. Inga underarter finns listade i Catalogue of Life.